# Songstaden
Songstaden eller Songcheng (宋城; Sòngchéng) var huvudstad för den historiska feodalstaten Song i Kina under Zhoudynastin (1046–256 f.Kr.). Songstaden låg i sydvästra delen av dagens Shangqiu i Henan
Songstaden hittades 1996 då dess stadsmur av packad jord lokaliserades fem meter under dagens marknivå.
Stadsmuren som innesluter drygt 10 km² är i form av en romb där västra muren är 3 010 m lång, norra är 3 252 m, östra 2 900 m och den södra är längst med 3 350 m. Muren var ungefär 10 m hög. Basen av stadsmuren var ungefär 25 m bred och sidorna sluttade inåt och var 12 till 15 m bred i toppen. Stadsmuren har flera öppningar som sannolikt var stadsportar. Den västra muren hade minst tre öppningar och minst en i den norra och södra muren. Utanför stadsmuren fanns en vallgrav.
Utgrävningarna har visat att stadsmuren har uppförts och reparerats under minst sex olika tidsperioder. Fynd av keramiska takpannor och keramikskärvor är huvudsakligen daterade till Östra Zhoudynastin (770–256 f.Kr.). En stor del av fynden kommer från Vår- och höstperioden (770–481 f.Kr.), men det har även hittats keramik daterade till Västra Zhoudynastin (1046–771 f. Kr.), vilket tyder på att i alla fall en del av staden uppfördes så tidigt som i början på Zhoudynastin.